# 大秃顶子山
44°30′05″N 128°14′11″E / 44.5014751°N 128.2364024°E
大秃顶子山位于黑龙江省哈尔滨市五常市东南约170公里处，是张广才岭中的一座山峰，也是黑龙江省第一高的山，主峰海拔1690米。

## 自然地理
大秃顶子山位于长白山支脉的张广才岭东南坡,该区植物生长期为120–140天，年降水量为500–1000毫米，年平均气温2.7℃,冬季积雪时间为130–150天。受海拔影响，形成4个典型植被群落：
- 林线以上的草地分布范围较窄，在大约1650米以上分布，主要物种为高山茅香、矮耧斗菜、北马先蒿、兴安蓼、小叶章等
- 林线以下,高于1500米处分布着亚高山岳桦林高一般在3–4米
- 900–1500米处山地寒温性针叶林，主要针叶树种为鱼鳞云杉、红皮云杉和臭冷杉，间或伴生阔叶树种花楸和乔木状的岳桦
- 900米以下为山地温性针阔叶混交林，是张广才岭的地带性植被，由于过度砍伐，山地温性针阔叶混交林遭到严重破坏，几乎已无红松分布，仅保留鱼鳞云杉、红皮云杉和臭冷杉3种针叶树种，目前，阔叶树种占据绝对优势，主要包括水曲柳、胡桃楸、白牛槭、五角槭、大青杨等。[2]